# Asiatiska spelen 1962
Asiatiska spelen 1962, även kända som den fjärde Asiaden, hölls i Jakarta i Indonesien mellan den 24 augusti och 4 september 1962, det var de fjärde asiatiska spelen. Totalt deltog 1 420 aktiva från 17 olika länder.
Totalt anordnades 120 tävlingar i tretton olika sporter. Det land som tog flest guldmedaljer var Japan (73 stycken), följt av värdnationen Indonesien (11 stycken) och Indien (10 stycken). Huvudarena för spelen var det nybyggda Gelora Bung Karno-komplexet.

## Förberedelser

### Omröstning
Inför Asian Games Federations möte i maj 1958 i samband med asiatiska spelen i Tokyo hade det spekulerats om att Kuala Lumpur och Teheran skulle ansöka om att få hålla spelen 1962 men de lämnade inte in kandidaturer vid mötet. Istället lades förslag fram från Jakarta och Karachi och efter en omröstning där 22 delegationer röstade för Jakarta och 20 för Karachi gick spelen till Indonesien.

### Arenor och infrastruktur

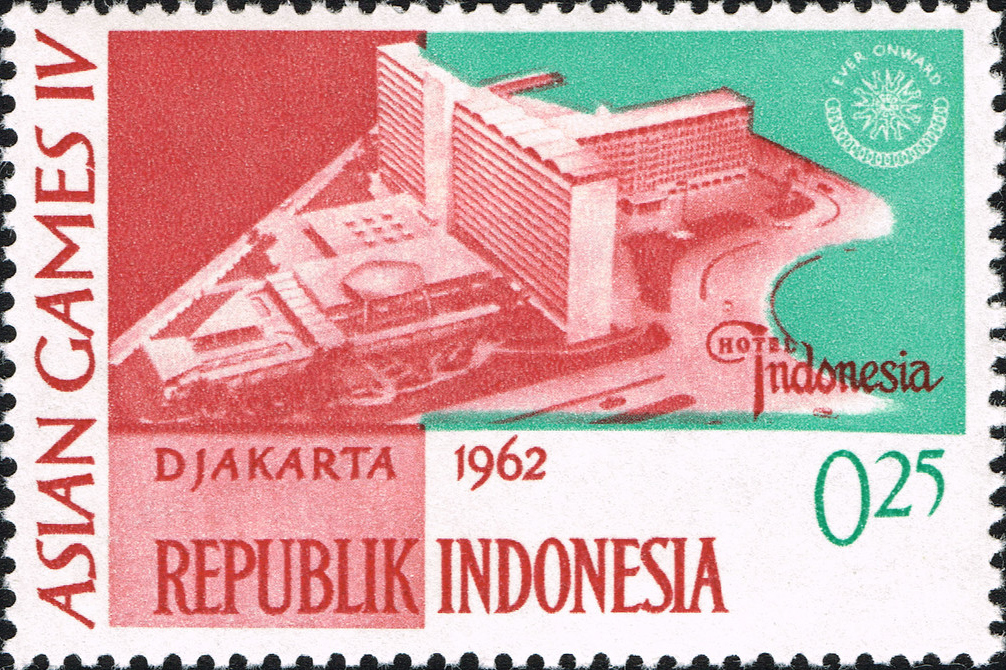
Hotel Indonesia.

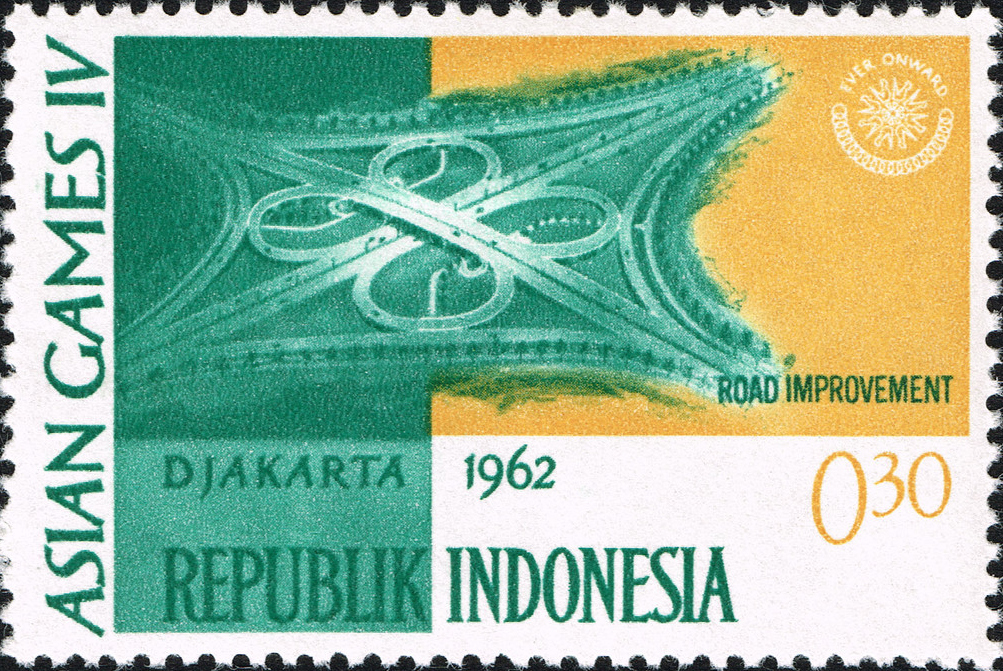
Ett frimärke som visar upp Semanggi motorvägskorsning, ett av de infrastrukturprojekt som genomfördes i samband med spelen.

Då Jakarta saknade både de anläggningar och den infrastruktur som behövdes för att arrangera spelen sökte organisationskommittén hjälp utifrån och fick ekonomisk hjälp från båda kalla krigets ideologiska block. Förberedelserna inför spelen utgjorde också en stor del av processen som förvandlade Jakarta från en stor kampung (en typ av traditionell by) till en kosmopolitisk storstad.
Sovjetunionen beviljade ett lån på 50 miljoner rubel för att bygga ett massivt idrottskomplex som skulle bilda ett centrum för spelen. De bidrog även med ryska arkitekter och ingenjörer som hjälpte till att planera och designa Gelora Bung Karno-komplexet, vilket täckte en yta på 2,4 kvadratkilometer i södra Jakarta. Bygget inleddes 1958 efter att cirka 60 000 invånare i fyra kampunger på området vräkts och tvingats flytta till Tebet i södra Jakarta. Den viktigaste byggnaden var huvudstadion med 100 000 sittplatser och ett antal mindre arenor för specifika sporter uppfördes i närheten. Det byggdes en simstadion och en idrottshall med 10 000 vardera, en tennisstadion med 5 000 platser, en landhockeystadion med 20 000 platser samt åtta utomhusbanor för volleyboll och basket.
Majoriteten av tävlingarna under spelen hölls inom Gelora Bung Karno-komplexet, undantagen var skyttet som hölls på Tjibubur Shooting Range, brottningen som hölls i Ikada Sports Hall samt några fotbollsmatcher som spelades på Ikada Stadium.
Infrastrukturprojekten inkluderade inte bara idrottsanläggningar utan också stadens första moderna hotell Hotel Indonesia, det var också landets första femstjärniga hotell och finansierades av Japan som stod för materiel och inredning för cirka fyra miljoner pund som krigsskadestånd och resten av kostnaden som ett lån. Hotellet fungerade som boende för idrottare och funktionärer under spelen.
Projekten inkluderade också en ny motorväg från hamnen till idrottskomplexet byggd av USA, Indonesiens första fyrklöverkorsning och Sarinah, stadens första moderna varuhus med rulltrappa och hissar.
Året före spelen grundades Televisi Republik Indonesia (TVRI), Indonesiens första nationella TV-station, dess första officiella sändning var från spelens öppningsceremoni.

### Öppningsceremonin
Spelen öppnades den 24 augusti av president Sukarno inför en publik på cirka 120 000 personer på Gelora Bung Karno Stadium. Idrottare och funktionärer tågade in på stadion, den afghanska delegationen först och värdnationen Indonesiens delegation sist. Elden tändes av tiokamparen Effendi Saleh som tävlat för Indonesien i Fjärranösternspelen 1934 och den officiella flaggan överlämnades av Ryotaro Azuma från Japans olympiska kommitté. Ferry Sonneville, som tagit Thomas Cup-guld med det indonesiska landslaget året innan läste idrottarnas ed.
Huvudprogrammet inleddes sedan med 1 200 barn, som deltog i en massuppvisning i gymnastik, denna uppvisning földes av 500 kvinnliga gymnasieelever från Jakarta som visade upp rytmisk gymnastik, båda uppvisningarna syftade till att skildra formandet av medborgare i det postkoloniala Indonesien en idé som underströks av att gymnasieeleverna ropade Sekali merdeka, tetap merdeka! (En gång oberoende, för alltid oberoende!) under uppträdandet. Sedan kom uppvisningar av traditionella kulturella element i form av två danser, den första seudati, en krigsdans framförd av 500 unga män från Aceh, den andra pendet, en traditionell balinesisk välkomstdans framförd av över 1 000 unga kvinnor iklädda traditionella festdräkter.

## Sporter

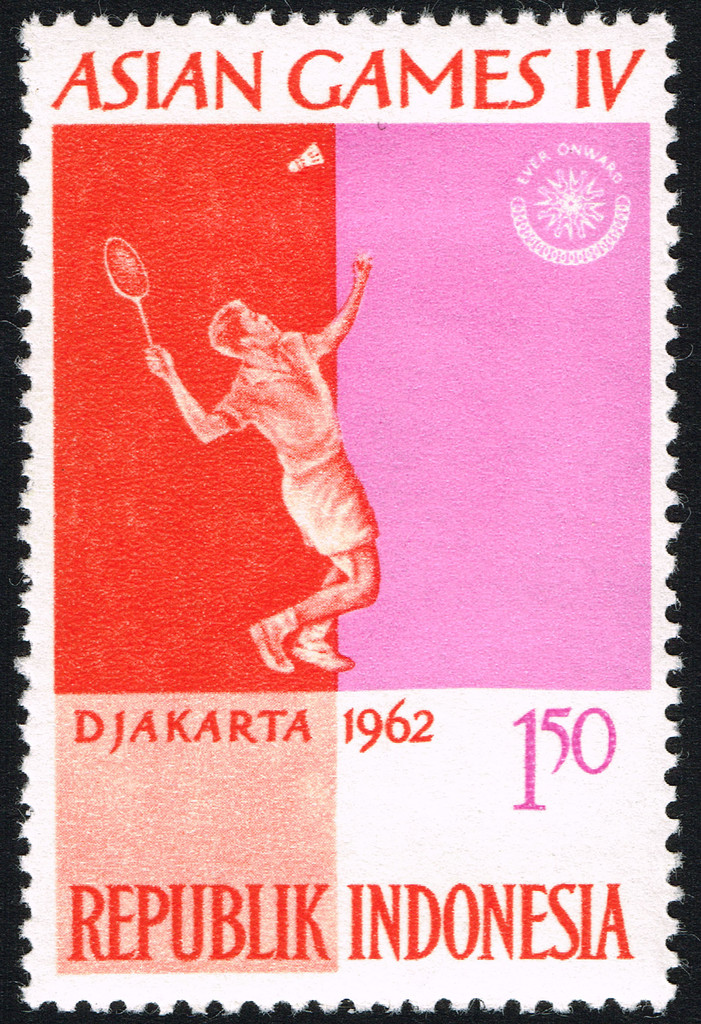
Badminton var för första gången med på det officiella programmet.

Det tävlades i 13 sporter. Badminton var med på programmet för första gången. I och med Indonesiens uteslutande av Taiwan och Israel från spelen valde IWF att ställa in tyngdlyftningstävlingarna samt utesluta det indonesiska tyngdlyftningsförbundet. Även IAAF drog tillbaka sitt erkännande från de redan påbörjade friidrottstävlingarna i respons till uteslutningarna. Bågskytte arrangerades som demonstrationssport.
| Badminton Basket Bordtennis Boxning Brottning Cykling Fotboll Friidrott Landhockey | - Simsport Simhopp Simning Vattenpolo Skytte Tennis Volleyboll |

## Medaljfördelning
Totalt delades 372 medaljer ut (120 guld, 122 silver och 130 brons). Av de 17 deltagande länderna tog 15 minst en medalj. Japan dominerade tävlingarna och tog 73 guldmedaljer, följt av värdnationen Indonesien som tog 11 och Indien med 10 guldmedaljer.
  *   Värdnation
| Pl.    | Nation       | Guld | Silver | Brons | Totalt |
| ------ | ------------ | ---- | ------ | ----- | ------ |
| 1      | Japan        | 73   | 56     | 23    | 152    |
| 2      | Indonesien*  | 11   | 12     | 27    | 50     |
| 3      | Indien       | 10   | 13     | 10    | 33     |
| 4      | Pakistan     | 8    | 11     | 9     | 28     |
| 5      | Filippinerna | 7    | 7      | 23    | 37     |
| 6      | Sydkorea     | 4    | 8      | 10    | 22     |
| 7      | Malaya       | 2    | 4      | 9     | 15     |
| 8      | Thailand     | 2    | 5      | 4     | 11     |
| 9      | Burma        | 2    | 1      | 5     | 8      |
| 10     | Singapore    | 1    | 0      | 2     | 3      |
| 11     | Ceylon       | 0    | 2      | 3     | 5      |
| 12     | Hongkong     | 0    | 2      | 0     | 2      |
| 13     | Afghanistan  | 0    | 0      | 1     | 1      |
| 13     | Kambodja     | 0    | 0      | 1     | 1      |
| 13     | Sydvietnam   | 0    | 0      | 1     | 1      |
| Totalt | Totalt       | 120  | 122    | 130   | 372    |

## Deltagande nationer
Totalt 1 460 idrottare vilka representerade 17 av Asian Games Federations medlemsländer deltog i spelen.
Anmärkningsvärt var uteslutandet av Israel och Taiwan från spelen. Efter påtryckningar från flera arabländer och Folkrepubliken Kina vägrade den indonesiska regeringen att utfärda visum till de israeliska och taiwanesiska delegationerna. Detta stred mot Asian Games Federations regler och organisationskommitténs löfte att bjuda in samtliga federationens medlemsländer, även de som Indonesien saknade diplomatiska relationer till.
Efter spelen valde IOK att stänga av Indonesien från den olympiska rörelsen. Den indonesiska olympiska kommittén svarade genom dra sig ur IOK och arrangera sina egna spel istället, ett beslut som ledde till GANEFO (Games of the New Emerging Forces).
| - Afghanistan - Burma - Ceylon - Filippinerna - Hongkong - Indien - Indonesien - Japan - Kambodja | - Malaya - Nordborneo - Pakistan - Sarawak - Singapore - Sydkorea - Sydvietnam - Thailand |